# Stein Henrik Tuff
Stein Henrik Tuff (* 16. August 1974 in Trondheim) ist ein ehemaliger norwegischer Skispringer.

## Werdegang
Tuff, der für Selsbakk IF startete, begann seine internationale Karriere 1992 im neu geschaffenen Skisprung-Continental-Cup (COC). Bereits in seiner ersten Saison erreichte er mit 31 Punkten den 27. Platz in der COC-Gesamtwertung. In der folgenden Saison 1993/94 konnte er mit 304 Punkten auf Platz 15 der Gesamtwertung springen. Auf Grund dieses Erfolges gab Tuff am 15. Januar 1994 sein Debüt im Skisprung-Weltcup. Beim Springen in Liberec erreichte er den 44. Platz. Anschließend gehörte er zum Aufgebot für die Olympischen Winterspiele 1994 in Lillehammer. Dort konnte der damals 19-jährige Tuff auf den 43. Platz von der Großschanze springen. In seinem ersten Weltcup nach den Spielen in Thunder Bay konnte er im Teamspringen gemeinsam mit Lasse Ottesen, Øyvind Berg und Espen Bredesen den 3. Platz erreichen und stand so erstmals in seiner Karriere bei einem Weltcup-Springen auf dem Podium.
Bei den Norwegischen Meisterschaften 1996 in Meldal gewann Tuff hinter Espen Bredesen die Silbermedaille von der Großschanze. Kurz darauf beendete er die Continental-Cup-Saison 1995/96 mit 878 Punkten auf dem 1. Platz in der Gesamtwertung. Es war sein größter Erfolg in dieser Serie. Anschließend konnte er weder im Continental Cup noch im Weltcup größere Erfolge erzielen. Seine höchste Platzierung erreichte er mit dem 10. Platz in seinem vorletzten Weltcup-Springen am 28. Februar 1996 in Kuopio. Nach zwei weiteren Jahren im Continental Cup beendete er 1998 seine aktive Skisprungkarriere.